# Miscogaster necopina
Miscogaster necopina är en stekelart som beskrevs av Vittorio Luigi Delucchi 1953. Miscogaster necopina ingår i släktet Miscogaster och familjen puppglanssteklar.
Artens utbredningsområde är:
- Tyskland.
- Sverige.

Arten är reproducerande i Sverige. Inga underarter finns listade i Catalogue of Life.